# Selskabspavillonen (Aarhus)
 Ikke at forveksle med Riis Skov-pavillonen.
 Der er flere lokaliteter med dette navn, se Selskabspavillonen.
Selskabspavillonen eller Skydepavillonen i Aarhus ligger på Ferdinandspladsen i Riis Skov og er hjemsted for Aarhus Borgerlige Skydeselskab samt et udlejningssted for private til fester, sammenkomster o.l.
Aarhus Borgerlige Skydeselskab fik af Aarhus Kommune i 1880 lov til at opføre en pavillon ved Ferdinandspladsen midt i skoven. Pavillonen var tegnet af Vilhelm Puck. I 1924 blev et traktørsted på pladsen nedrevet, og skydeselskabets pavillon blev herefter den eneste bebyggelse på pladsen. I 1960 blev pavillonen bygget om. Der blev nedlagt en veranda, som i stedet blev lagt til salen inden for. Pavillonen blev også frisket op med nye farver og lamper.
Pavillonen blev i 1991 raseret af en brand, hvor stort set alt inventaret og taget gik op i flammer. Årsagen til branden var formentlig et indbrud, hvor tyven efterfølgende havde sat ild til bygningen. Selskabspavillonen blev efterfølgende genopbygget.